# Motegi
Motegi (japanska: 茂木町?, Motegi-machi) är en landskommun (köping) i Tochigi prefektur i Japan.
Här ligger racingbanan Twin Ring Motegi.